# Seth Godin
Seth Godin (10 de julio de 1960) es un empresario y autor estadounidense. Graduado en Informática y Filosofía en la Universidad de Tufts en 1982, obtuvo su título de Master en Administración de Empresas en Marketing en la Stanford Business School. 
De 1983 a 1986, trabajó como jefe de marca en Spinnaker Software, trabajando con escritores tan ilustres como Arthur C. Clarke y Michael Crichton.
En 1995, fundó la empresa Yoyodyne Entertainment, especializada en marketing interactivo. En 1998, está compañía fue adquirida por Yahoo!. Ese mismo año, Seth Godin recibió el premio Momentum en mérito a sus notables logros en la industria de Internet. Es experto en marketing y autor de numerosos best sellers y creador de conceptos tales como Marketing de permiso y Marketing viral. Es considerado en la actualidad como uno de los más grandes visionarios de mercado.

## Obras
Godin ha escrito muchos libros sobre una gran variedad de temas. Sin embargo, es especialmente famoso por sus obras sobre  marketing, una bibliografía extensa que incluye títulos como:

## El marketing del permiso
Según Godin, a medida que el mercado de la publicidad se satura, se hace más difícil captar la atención del consumidor. Lo irónico es que algunos  profesionales del marketing han respondido a este problema aumentando todavía más la publicidad no solicitada.
Seth Godin aboga en este libro por un marketing personalizado, que él denomina «marketing del permiso» por oposición al «marketing de interrupción», en el que los consumidores reciben publicidad siempre y cuando hayan dado su consentimiento previo.
El término marketing del permiso puede malinterpretarse como una tarea meramente rutinaria en la que el profesional del marketing solicita el permiso, el consumidor accede a ello y luego se le “bombardea” con mensajes comerciales. Godin, por el contrario, propone un marketing en el que no se interrumpe al consumidor y es esperado (las personas desean escucharnos), personal (los mensajes están directamente relacionados con el cliente individual), y pertinente (el marketing está relacionado con algo en lo que realmente está interesado el posible cliente). El marketing del permiso implica una relación a largo plazo y no una  estrategia de marketing de corto recorrido.

## La vaca púrpura
En este libro Seth Godin se vale del símil de una vaca púrpura para convencer a los responsables de marketing de las empresas de que sus productos tienen que diferenciarse de los de la competencia. Así como una vaca púrpura es algo que llama la atención, que nos obliga a pararnos, a mirar e incluso a maravillarnos, los productos de las empresas deberían dejar de ser “perfectos” para convertirse en diferentes y transformadores.
Este libro conecta con su anterior obra Liberando los ideavirus (2002). Para Godin, los innovadores o primeros adoptantes pueden ser los primeros en comprar ciertos productos, pero si no son también transmisores, no difundirán el mensaje y no lo convertirán en un ideavirus. A través de la seducción que está detrás del mensaje y el método de La vaca púrpura se podría crear un  marketing viral.
A pesar del éxito de ventas de este libro, la principal crítica negativa que ha recibido ha sido la rotundidad con la que Godin afirma que la publicidad de masas ya no es efectiva, hecho desmentido por distintos estudios sobre la publicidad en televisión.

## ¿Eres imprescindible?
La premisa básica de este libro es que el crecimiento del empleo y los salarios se encuentran estancados debido al aumento de la competencia entre las empresas y al uso intensivo de la tecnología. Esto produce que los  empleadores dispongan de un mayor poder de negociación en las contrataciones y los trabajadores se vean expuestos a una mayor precariedad laboral.
Frente a un futuro desalentador, Godin propone, a través de un modelo basado en siete habilidades, que los trabajadores refuercen su marca personal y se conviertan en ejes imprescindibles dentro de sus organizaciones.

## Tribus
Los grupos se articulan en tribus cuando tienen un interés común, un líder y una forma de comunicarse. Según Godin, el sentido de pertenencia es uno de los mecanismos de supervivencia más poderosos que caracterizan a los seres humanos. Por lo tanto, las empresas que sepan canalizar el entusiasmo de los movimientos de masas conseguirán triunfar en el mercado.
Con el auge de Internet se han eliminado las limitaciones geográficas y se han multiplicado las tribus y comunidades. El problema radica en que hay escasez de líderes. En este libro, Godin propone un nuevo tipo de liderazgo que cree seguidores entusiasmados y acabe con el «statu quo» en las organizaciones.

## ¿Todos los comerciales son mentirosos?
Las  narraciones de historias han existido en todas las culturas humanas desde el origen de los tiempos. Esas historias han servido siempre para transmitir valores y ayudaban a la gente a entender el mundo en que vivían y a sí mismos. No importaba que el trasfondo de esas historias fuera verídico, inventado o directamente una mentira; servían a un propósito determinado.
Según Godin, el marketing actual no difiere mucho a la narración de historias ancestral. Así, los profesionales del marketing que dominan este arte tienen éxito en el mercado porque sus historias, sean totalmente verdaderas o parcialmente falsas, son mejor entendidas por los consumidores que los hechos o datos fríos que describen las características de los productos o servicios. En este libro, Seth Godin aporta un método en cinco pasos para convertirse en un buen storyteller y triunfar.